# Фелікс Криський
Фе́лікс Кри́ський з Дробіна (пол. Feliks Kryski; 1562—1618) — державний діяч Речі Посполитої. Представник шляхетського роду Криських гербу Правдич. Великий канцлер коронний (1613—1618), сенатор. Великий ререфендар коронний (1606—1609) і великий підканцлер коронний (1609—1613). Маршалок сеймів 1603 і 1607 років. Депутат до Головного трибуналу коронного (1592).
У 1597—1609 роках був послом на кожному сеймі. Виступав прибічником короля Сигізмуна ІІІ Вази. Був соратником Сигізмунда Мишковського, протидіяв Яну Замойському. На посаді підканцлера займався підготовкою до походу на Московію й брав у ньому участь. 1610 року вітав ораціями гетьмана Станіслава Жолкевського з нагоди Клушинської перемоги. Підтримував ідею приєднання Московії до Речі Посполитої, супроводжував короля до облоги Москви (1612).